# Bachlägerwasserfall

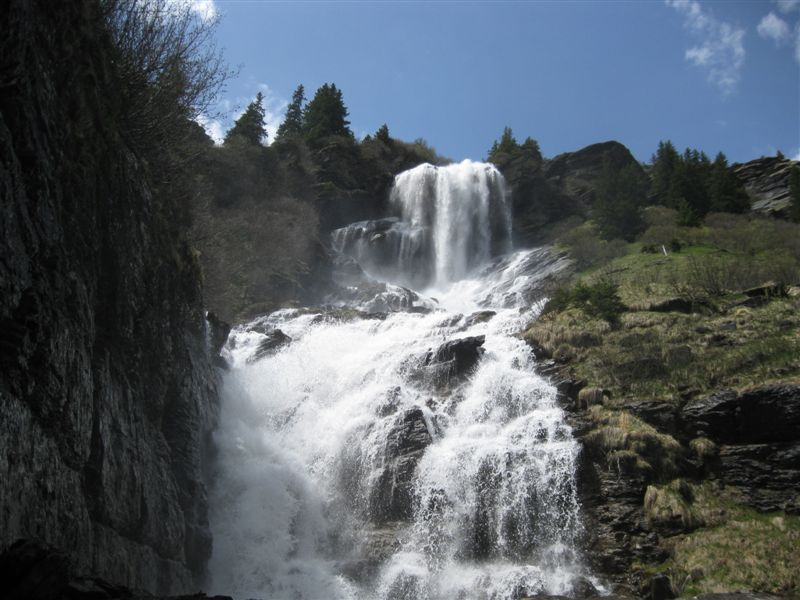
Bachlägerwasserfall (Mai 2009)

Der Bachlägerwasserfall in Grindelwald ist Teil des Milibachs, der beim Auslauf des Bachalpsees (2265 m ü. M.) beginnt und im Tal in die Schwarze Lütschine (1020 m ü. M.) fliesst. Oberhalb des Wasserfalls fliesst das Gewässer durch eine Moorlandschaft von nationaler Bedeutung. Das Gewässer stürzt als Wasserfall in mehreren Felsstufen von 1950 m ü. M. auf 1780 m ü. M. 
Besonders attraktiv ist der Wasserfall im Frühling und Frühsommer. In dieser Zeit beträgt die Durchflussmenge rund 500 l/s. Im Spätsommer und Herbst fliesst je nach Niederschlagssituation wesentlich weniger Wasser, womit der Wasserfall immer wieder einen neuen Charakter erhält. Im Winter bilden sich aus dem teilweise gefrorenen Wasserfall bizarre und prächtig anzusehende Eisgebilde.
Am Bachlägerwasserfall ist seit 2009 die Errichtung eines Kleinwasserkraftwerks geplant, das Vorhaben ist sehr umstritten. Es kam zur Verfassung einer Petition gegen den geplanten Bau. Es war der erste Fall in der Geschichte Grindelwalds, dass eine grössere Gruppe von Bürgern von dem Mittel der Petition Gebrauch machte.
Im Rahmen einer Medienorientierung der BKW FMB Energie AG vom 17. November 2010 erklärte Martin Pfisterer, Präsident sol-E Suisse AG und Mitglied der Unternehmensleitung der BKW FMB Energie AG, bezüglich des geplanten Kleinwasserkraftwerkes folgendes (Zitat aus Referatstext): Im Fall des Kleinwasserkraftwerkes Bort in Grindelwald hat sich eine im Dorf breit abgestützte kompromisslose Opposition ergeben. Das nach kantonaler Vorgabe an sich realisierbare Vorhaben stösst auf heftigen Widerstand, vorab aus Gründen von Landschaftsschutz und Tourismus. Die BKW hat sich entschieden, dieses Projekt unter den gegebenen Umständen derzeit nicht weiter zu bearbeiten. Bei geänderter Interessen- und Bedürfnislage wird die Wiederaufnahme des Projektes zu einem späteren Zeitpunkt nicht ausgeschlossen.